# 克洛斯納 (明尼蘇達州)
克洛斯納（英語：Klossner）是位於美國明尼蘇達州尼科萊特縣拉法葉鎮區的一個非建制地區。

## 歷史
克洛斯納的郵局於1896年設立，其後於1985年5月1日停運。此地得名自當地建立者雅各·克洛斯納（Jacob Klossner）。

## 地理
克洛斯納所處的海拔為高於海平面310米（即1017英呎），而該地所採用的時區為UTC-6，即北美中部時區（CST）。同時該地設有夏令時間，為UTC-6調快一小時，即UTC-5（CDT）。